# هوبرت کورنفیلد
هوبرت کورنفیلد (انگلیسی: Hubert Cornfield; ۹ فوریهٔ ۱۹۲۹ – ۱۸ ژوئن ۲۰۰۶) کارگردان فیلم، فیلم‌نامه‌نویس و تهیه‌کننده فیلم اهل ایالات متحده آمریکا بود.
وی کارگردان فیلم‌هایی همچون صدای سوم و شب روز بعد بوده است.